# Liste der denkmalgeschützten Objekte in Friedberg (Steiermark)
Die Liste der denkmalgeschützten Objekte in Friedberg enthält die 11 denkmalgeschützten, unbeweglichen Objekte der Gemeinde Friedberg im steirischen Bezirk Hartberg-Fürstenfeld.

## Denkmäler
| Foto |                 | Denkmal | Standort                                        | Beschreibung | Metadaten |
| ---- | --------------- | --- | ----------------------------------------------- | --- | --- |
| ja   | Datei hochladen | Bildstock HERIS-ID: 68589 Objekt-ID: 81621                                                                            | bei Ehrenschachen 11 Standort KG: Ehrenschachen | | BDA-Hist.: Q38120154 Status: § 2a Stand der BDA-Liste: 2025-06-30 Name: Bildstock GstNr.: 941/7 |
| ja   | Datei hochladen | Ortskapelle hl. Sebastian HERIS-ID: 68585 Objekt-ID: 81617                                                            | Ehrenschachen 128 Standort KG: Ehrenschachen    | | BDA-Hist.: Q38120145 Status: § 2a Stand der BDA-Liste: 2025-06-30 Name: Ortskapelle hl. Sebastian GstNr.: 983 Ortskapelle Ehrenschachen                                                                           |
| ja   | Datei hochladen | Grabhügel bei Oberwaldbauern HERIS-ID: 59283 Objekt-ID: 70400                                                         | Oberwaldbauern Standort KG: Ehrenschachen       | Hügelgräberfeld der römischen Kaiserzeit, bestehend aus 16 Grabhügeln. | BDA-Hist.: Q38086691 Status: Bescheid Stand der BDA-Liste: 2025-06-30 Name: Grabhügel bei Oberwaldbauern GstNr.: 934, 870, 871                                                                                    |
| ja   | Datei hochladen | Mariensäule HERIS-ID: 68584 Objekt-ID: 81616                                                                          | Hauptplatz 17, gegenüber Standort KG: Friedberg | Die Mariensäule stammt aus dem Jahre 1809 und wurde 1952 restauriert. | BDA-Hist.: Q38120135 Status: § 2a Stand der BDA-Liste: 2025-06-30 Name: Mariensäule GstNr.: 2042/6 Mariensäule, Friedberg                                                                                         |
| ja   | Datei hochladen | Hauszeichen, Wappen am Bauteil zwischen Hauptplatz 20 und 5 HERIS-ID: 68578 Objekt-ID: 81610                          | Hauptplatz 5 Standort KG: Friedberg             | | BDA-Hist.: Q38120096 Status: § 2a Stand der BDA-Liste: 2025-06-30 Name: Hauszeichen, Wappen am Bauteil zwischen Hauptplatz 20 und 5 GstNr.: .7                                                                    |
| ja   | Datei hochladen | Kriegerdenkmal HERIS-ID: 68581 Objekt-ID: 81613                                                                       | Hütterstraße Standort KG: Friedberg             | Das aus zwei Blöcken mit dazwischenhängendem Kreuz bestehende Denkmal wurde lt. Inschriftentafel 1953/54 von Kurt Weber-Mzell errichtet. | BDA-Hist.: Q38120105 Status: § 2a Stand der BDA-Liste: 2025-06-30 Name: Kriegerdenkmal GstNr.: 1953 Kriegerdenkmal Friedberg (Steiermark)                                                                         |
| ja   | Datei hochladen | Burgruine Hausburg HERIS-ID: 68576 Objekt-ID: 81608                                                                   | Hütterstraße Standort KG: Friedberg             | spärliche Reste der Burgen, obere und untere Burg. Konrad von Friedberg, am 27. Februar 1252 in einer Urkunde genannt, saß auf der oberen Burg. | BDA-Hist.: Q38120074 Status: § 2a Stand der BDA-Liste: 2025-06-30 Name: Burgruine Hausburg GstNr.: 1953 |
| ja   | Datei hochladen | Pfarrhof und Teil der Stadtmauer HERIS-ID: 68571 Objekt-ID: 81601                                                     | Kirchenplatz 1 Standort KG: Friedberg           | Der alte bestehende Pfarrhof wurde beim großen Stadtbrand 1682 vollständig zerstört und danach in seiner heutigen Form neu gebaut. 1981 generalsaniert. | BDA-Hist.: Q38120065 Status: § 2a Stand der BDA-Liste: 2025-06-30 Name: Pfarrhof und Teil der Stadtmauer GstNr.: .15/1                                                                                            |
| ja   | Datei hochladen | Kath. Pfarrkirche hl. Jakobus d. Ä. und Teilabschnitte von Stadt- und Friedhofsmauer HERIS-ID: 51051 Objekt-ID: 56609 | Kirchenplatz 2 Standort KG: Friedberg           | Nach Zerstörung der seit ca. 1200 bestehenden romanischen Kirche durch die Ungarn wurde ab 1418 eine neue Kirche im gotischen Stil erbaut. Ein Großbrand 1682, bei dem das Kirchengebäude schwer beschädigt wurde, erforderte in den folgenden Jahren einen Wiederaufbau in ihrer jetzigen Form und Innenausstattung, 1690 wurde der Kirchturm fertiggestellt. Der Friedhof wurde 1863 von der Kirche weg an seinen jetzigen Platz verlegt. | BDA-Hist.: Q38043435 Status: § 2a Stand der BDA-Liste: 2025-06-30 Name: Kath. Pfarrkirche hl. Jakobus d. Ä. und Teilabschnitte von Stadt- und Friedhofsmauer GstNr.: .16, 1927 Pfarrkirche hl. Jakobus, Friedberg |
| ja   | Datei hochladen | Friedhofskapelle Gekreuzigter Heiland HERIS-ID: 68577 Objekt-ID: 81609                                                | Wiener Straße 78 Standort KG: Friedberg         | | BDA-Hist.: Q38120085 Status: § 2a Stand der BDA-Liste: 2025-06-30 Name: Friedhofskapelle Gekreuzigter Heiland GstNr.: .9/2                                                                                        |
| ja   | Datei hochladen | Ortskapelle Herz Jesu HERIS-ID: 68592 Objekt-ID: 81625                                                                | Schwaighof 10 Standort KG: Schweighof           | | BDA-Hist.: Q38120164 Status: § 2a Stand der BDA-Liste: 2025-06-30 Name: Ortskapelle Herz Jesu GstNr.: .61 Ortskapelle Herz Jesu                                                                                   |